# Norman Rodríguez
Norman Exzequiel Rodríguez Olivera, noto semplicemente come Norman Rodríguez (Montevideo, 12 luglio 1998), è un calciatore uruguaiano, difensore del Carabobo.

## Caratteristiche tecniche
È un difensore centrale.

## Carriera
Cresciuto nel settore giovanile del Racing Montevideo, ha debuttato in prima squadra il 13 luglio 2019 disputando l'incontro di Primera División Profesional perso 3-0 contro il Cerro Largo.